# Megachile aurivillii
Megachile aurivillii är en biart som beskrevs av Heinrich Friese 1901. Megachile aurivillii ingår i släktet tapetserarbin, och familjen buksamlarbin. Inga underarter finns listade i Catalogue of Life.